# منطف
منطف (به عربی: منطف) یک روستا در سوریه است که در ناحیه مرکزی اریحا واقع شده‌است. منطف ۱٬۹۹۲ نفر جمعیت دارد.